# Flyktingar, åk hem!
Flyktingar, åk hem!, originaltitel Go Back To Where You Came From, är en australiensisk reality-serie som visades på Special Broadcasting Service 2011, där några australier frivilligt får prova på livet som flyktingar. Serien har bland annat visats i Sveriges Television.